# علی سعیدی سیاف
علی سعیدی سیاف (عربی: علي سعيدي سياف؛ زادهٔ ۱۸ مارس ۱۹۷۸) ورزشکار دو و میدانی اهل الجزایر است.